# Coripe
Coripe és una localitat de la província de Sevilla, Andalusia, Espanya. L'any 2005 tenia 1.429 habitants. La seva extensió superficial és de 52 km² i té una densitat de 27,5 hab/km². Està situada a la comarca de la Campiña de Morón y Marchena, a una altitud de 325 metres i envoltada per turons que superen els 400 metres. Es troba a 77 kilòmetres de la capital de la província, Sevilla.
El nom de Coripe podria derivar del llatí corrivium, que en llatí significa unió de rius i faria referència a la confluència dels rius Guadalete i Guadalporcún en el terme municipal d'aquesta població.
Al sud de Coripe en l'anomenat Cerro del Castillo, de 489 metres, hi ha les restes d'una fortalesa. Per la inscripció fundacional, se sap que es va acabar de construir l'any 943.

## Demografia
| 1996  | 1998  | 1999  | 2000  | 2001  | 2002  | 2003  | 2004  | 2005  | 2007  |
| ----- | ----- | ----- | ----- | ----- | ----- | ----- | ----- | ----- | ----- |
| 1.620 | 1.560 | 1.560 | 1.541 | 1.478 | 1.471 | 1.435 | 1.424 | 1.429 | 1.446 |